# Puig Negre
El Puig Negre és una muntanya de 759 metres que es troba entre el municipi de la Vajol, a la comarca de l'Alt Empordà, i la comuna de Morellàs i les Illes, a la del Vallespir.
Es troba a l'extrem meridional del terme de Morellàs i les Illes, a l'antiga comuna de les Illes, i al septentrional del terme de la Vajol. És al nord-est del Coll de Lli i al sud del Bac de la Rompuda.